# Svartören
Svartören med Kapellgrund och Svältbådan är en ö i Finland. Den ligger i Norra kvarken och i kommunen Malax i den ekonomiska regionen  Vasa i landskapet Österbotten, i den västra delen av landet. Ön ligger omkring 21 kilometer sydväst om Vasa och omkring 360 kilometer nordväst om Helsingfors.
Öns area är 1,65 kvadratkilometer och dess största längd är 3 kilometer i nord-sydlig riktning.

## Sammansmälta delöar
- Svartören 62°55′27″N 21°23′27″Ö / 62.92422°N 21.39076°Ö
- Kapellgrund 62°55′57″N 21°22′48″Ö / 62.93263°N 21.38012°Ö
- Svältbådan 62°55′08″N 21°23′50″Ö / 62.91894°N 21.39712°Ö